# Comté de Coles
Le comté de Coles est un comté de l'État de l'Illinois, aux États-Unis. Son siège est Charleston.
Mattoon, deuxième plus importante ville du comté, est célèbre pour son Burger King « original », tenu par la famille Hoots et non affilié au géant de la restauration homonyme.

## Histoire
Le comté de Coles est créé le 25 décembre 1830 à partir de territoires du comté de Clark et du comté d'Edgar. Il est baptisé du nom d'Edward Coles, deuxième gouverneur de l'Illinois de 1822 à 1826.

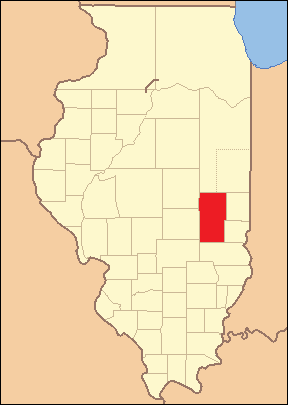
Comté de Coles de sa création à 1843
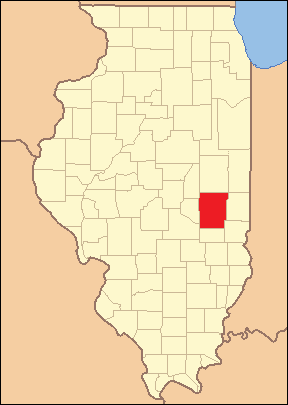
Comté de Coles entre 1843 et 1859
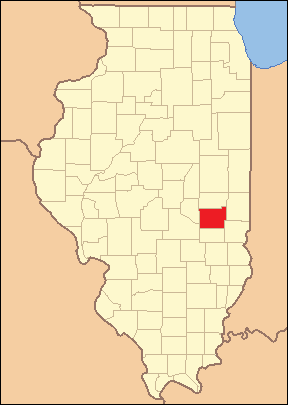
Comté de Coles est réduit en 1859 à sa taille actuelle du fait de la création du comté de Douglas

## Géographie
Ses comtés adjacents sont :
- le comté de Douglas, au nord ;
- le comté d'Edgar, au nord-est ;
- le comté de Clark, sud-est ;
- le comté de Cumberland, au sud ;
- le comté de Shelby, au sud-ouest ;
- le comté de Moultrie, à l'ouest.

## Localités

### Villes
- Charleston
- Mattoon

### Villages
- Ashmore
- Humboldt
- Lerna
- Oakland

## Démographie
En 2000, sa population est de 53 196 habitants.